# Galeopsis nana
Galeopsis nana là một loài thực vật có hoa trong họ Hoa môi. Loài này được Otsch. mô tả khoa học đầu tiên năm 1991.